# Jikiken
A Jikiken (EXOS–2) japán ionoszférakutató-műhold.

## Küldetés
A Nemzetközi Magnetoszféra Kutatás' (International Magnetospheric Study – IMS) 1976–1979 közötti programjával együttműködve a sarki fény és a kapcsolatos jelenségek vizsgálatára bocsátották fel.

## Jellemzői
Építette és működtette Uchu Kagaku Kenkyujo (japánul: 宇宙 科学研究 本部), 1964-től Institute of Space and Astronautical Science (ISAS), 2003-tól JAXA.
1978. szeptember 16-án a Kagosimai ISAS űrközpontból (Kagoshima Space Center) egy Mu–3H hordozórakétával állították magas elliptikus pályára
Megnevezései: Jikiken; Jikiken (COSPAR: 1978-087A); EXOS–2; EXOS–B, Scientific Satellite (SS –6). Kódszáma: SSC 11027.
Formája 38 szögletű hengeres test, átmérője 75, magassága 60 centiméter. Folytatta a Kyokko ionoszféra kutató műhold programját. A magnetoszféra vizsgálata a pályaelemek szélsőséges pontjai között (230 – 30 558 kilométer) történt. Technikai okok miatt, indítását követő egy hónap múlva tudta szolgálatát megkezdeni. Feladata stimulált (elősegített) plazma hullám kísérlet, természetes plazma hullám mérés, plazma paraméter mérés VLF Doppler technikával. Magnetoszféra elektromos mezőjének, plazma sűrűségének mérése, részecske összetételének elemzése, valamint ellenőrzött (stimulált) elektronsugaras kísérlet végzése. Irányító, ellenőrző állomásaival két pár (egy 50 és egy 30 méter hosszú) antennájával tartotta kapcsolatát. Vételi helyzetben a letöltött (DPU) adatokat vevőállomásaira sugározta. Giroszkóppal stabilizált. Energia biztosítására felületét napelemek borították, éjszakai (földárnyék) energia ellátását ezüst-cink akkumulátorok biztosították. Az orbitális egység pályája 532,9 perces, 31,1 fokos hajlásszögű, elliptikus pálya perigeuma 227 kilométer, az apogeuma 30 558 kilométer volt. Hasznos tömege 90 kilogramm. Gázfúvókái segítségével több alkalommal végzett pályakorrekciót.
Aktív működését két évre tervezték, aktív adatgyűjtés 1985-ig tartott. A légkörbe történő belépésének ideje ismeretlen.